# Dario Minieri
Dario Minieri (Rome, 10 février 1985) est un joueur de poker professionnel italien.

## Biographie
Dario Minieri, dit « Petit pénito » est un jeune joueur de poker italien. Il est connu pour développer un style de jeu très agressif qui lui a valu de gagner beaucoup d'argent sur Internet mais également dans des tournois de poker réels. Il a commencé à jouer sur le site Pokerstars et a gagné en 2006 une Porsche Cayman S grâce à ses points FPP, que les joueurs pouvaient  gagner en jouant beaucoup sur ce site. C'est le premier joueur à avoir accumulé assez de points sur ce site pour gagner la voiture.
En 2005, il participe à plusieurs tournois où il fait quelques bons résultats : une troisième place à l'EPT de Baden, la 22e place de la grande finale de l'EPT de Monaco et une quinzième place dans le tournoi slovène de Nova Gorica. Il remporta ainsi 210 000 $ en 2005.
En 2006, il finit 543e du Main event des WSOP (sur plusieurs milliers de joueurs). Il améliore sa performance en 2007, pour finir 96e de ce tournoi (considéré comme le plus important puisqu'il détermine le champion du monde de poker chaque année) et remporte plus de 200 000 $.
En avril 2008, il s'est classé troisième de l'EPT de San Remo (gains : 287 600 €) après avoir été chipleader pendant la table finale. Il s'est fait sortir par Jason Mercier : alors que Minieri avait QQ servi et Mercier A4 de carreau, 2 carreaux sont sortis au flop et les deux joueurs sont allés à tapis; un troisième carreau est sorti à la river, éliminant le jeune prodige italien.
En juin 2008, il gagne un bracelet des WSOP dans un tournoi No-limit hold'em six handed à 2 300 $, il remporte 528 418 $.
Le même mois, il remporte le fameux tournoi « First takes all » (« le premier gagne tout ») sur PokerStars, d'un droit d'entrée de 5 200 $. Sur les vingt participants, il finit premier et gagne ainsi 100 000 $.
En novembre 2008, il finit 3e de l'EPT de Varsovie, en Pologne, et remporte 155 184 $.